# Anna ezer napja
Az Anna ezer napja (eredeti címe: Anne of the Thousand Days) 1969-ben bemutatott színes angol történelmi film Charles Jarrott rendezésében, Maxwell Anderson angol drámaíró azonos című darabja nyomán, Richard Burton és Geneviève Bujold főszereplésével. 1970-ben elnyerte a legjobb jelmeztervezésért járó Oscar-díjat.
Magyarországon 1972-ben mutatták be.

## Történet
VIII. Henrik angol király válását mutatja be első feleségétől, Aragóniai Katalintól és házasságát második feleségével, Boleyn Annával, a kapcsolat kialakulásától Anna lefejezéséig.

## Szereplők
| Szerep | Megjegyzés | Színész            | Magyar szinkron          | Magyar szinkron    | Magyar szinkron |
| Szerep | Megjegyzés | Színész            | 1972                     | 1999               | 2003            |
| --- | --- | ------------------ | ------------------------ | ------------------ | --------------- |
| VIII. Henrik | Anglia királya | Richard Burton     | Szabó Gyula              | Szilágyi Tibor     | Avar István     |
| Boleyn Anna | a címszereplő, Aragóniai Katalin udvarhölgye, VIII. Henrik ágyasa, majd közvetlenül a király válása (az első házassága érvénytelenítése) előtt bigámia révén a második felesége, Anglia királynéja | Geneviève Bujold   | Voith Ági, Andai Györgyi | Für Anikó          | Németh Borbála  |
| Aragóniai Katalin | VIII. Henrik első felesége, Anglia királynéja, majd a válásuk (a házasságuk érvénytelenítése) után újra özvegy walesi hercegné                                                                     | Irene Papas        | Berek Kati               | Andresz Kati       | Hámori Ildikó   |
| Thomas Wolsey | bíboros, York érseke | Anthony Quayle     | Ungvári László           | Versényi László    | Szilágyi Tibor  |
| Thomas Cromwell | királyi titkár, kancellár | John Colicos       | Kautzky József           | Csernák János      | Hegedűs D. Géza |
| Thomas Boleyn | Wiltshire grófja, Boleyn Anna apja | Michael Hordern    | Képessy József           | Szersén Gyula      | Bács Ferenc     |
| Elizabeth Howard | Boleyn Anna édesanyja | Katharine Blake    | Lukács Margit            | Menszátor Magdolna | Egri Márta      |
| Mary Boleyn | Boleyn Anna nővére, VIII. Henrik korábbi ágyasa | Valerie Gearon     |                          | Kocsis Judit       |                 |
| George Boleyn | Boleyn Anna bátyja | Michael Johnson    |                          |                    | Dózsa Zoltán    |
| Morus Tamás | kancellár | William Squire     | Benkő Gyula              | Balázsi Gyula      | Csankó Zoltán   |
| Tudor Mária | hercegnő, VIII. Henrik és Aragóniai Katalin lánya, 1553-tól I. Mária néven Anglia királynője | Nicola Pagett      |                          |                    |                 |
| Tudor Erzsébet | hercegnő, VIII. Henrik és Boleyn Anna lánya két és félévesen, 1558-tól I. Erzsébet néven Anglia királynője                                                                                         | Amanda Jane Smythe |                          |                    |                 |
| Fisher Szent János | John Fisher, szentté avatott bíboros, rochesteri püspök, humanista, vértanú. VIII. Henrik angol király végeztette ki, mivel nem fogadta el az anglikán egyházszakadást.                            | Joseph O'Conor     |                          | Szélyes Imre       | Pathó István    |
| Jane Seymour | Boleyn Anna udvarhölgye, majd Anna kivégzése után VIII. Henrik harmadik felesége, Anglia királynéja                                                                                                | Lesley Paterson    |                          |                    |                 |
| Íñigo López de Mendoza | spanyol bíboros, Burgos érseke, V. Károly német-római császár angliai követe | Vernon Dobtcheff   | Zenthe Ferenc            | Sallinger Gábor    | Kassai Károly   |
| További magyar hangok: | |                    |                          |                    |                 |
| 1. szinkron: Garas Dezső, Földi Teri, Kertész Péter, Papp János, Tordy Géza.                                                                                      | |                    |                          |                    |                 |
| 2. szinkron: Pusztaszeri Kornél, Koroknay Géza, Dózsa Zoltán, Wohlmuth István, Juhász György, Holl Nándor, Pálfai Péter, Szokolay Ottó, Izsóf Vilmos, Kun Vilmos. | |                    |                          |                    |                 |
| 3. szinkron: Szokolay Ottó, Cs. Németh Lajos, Sinkovits-Vitay András, Kárpáti Tibor.                                                                              | |                    |                          |                    |                 |

## Bemutató
Magyarországon legelőször 1972. november 23-án mutatták be a MOKÉP forgalmazásában, A Magyar Televízió pedig legelőször 1979. augusztus 5-én vasárnap vetítette.
Televíziós bemutatók:
- 1979. augusztus 5., vasárnap, 20:05 (M1)
- 1999. október 27., szerda, 22.30; 2001. január 3., szerda, 12:05 (TV2)
- 2003. március 2., vasárnap, 20: 10; 2004. január 10., szombat, 20:15 (Duna TV)

## Díjak és jelölések
A filmet 1970-ben 10 Oscarra jelölték, de csak a legjobb jelmeztervezésért nyerte el az Oscar-díjat, melyet Margaret Furse jelmeztervező vehetett át.